# ナガミヒナゲシ
ナガミヒナゲシ（長実雛芥子、長実雛罌粟、学名 Papaver dubium L.）は、ケシ科の一年草または越年生植物である。

## 分布
地中海沿岸の原産でヨーロッパ、北アフリカ、西アジア、オセアニア、南北アメリカ、日本に分布する。

## 特徴
紅色、もしくは肉色と評されるオレンジ色の花を付ける。花弁は基本的に4枚だが、多少の変動がある。開花時期は4-5月。
高さは栄養状態によって異なるが、15cmくらいから最大60cmぐらいにまで生長する。茎には硬い剛毛が生えている。葉は細かく切れ込む。果実（芥子坊主）は細長く、和名の長実雛芥子はここから付けられた。果実の中には文字通り芥子粒の大きさの種が入っている（種子1粒の大きさは0.6×0.7mm、重さは0.13mgほどである）。果実が熟して乾くと柱頭との間に7 - 9箇所の隙間ができ、長い茎が風に揺れることでこの射出部から種を地面に落とす（風靡散布（ふうびさんぷ））。
梅雨時に非常に小さな灰黒色の種子を大量に成す。1つの果実には約1600粒の種子が内包されている。1個体は100個の果実を成すこともあるため、多い個体では15万粒の種子を持っている。種子の表面には凹凸があり未熟な状態でも発芽し、また、結実から5年を経たものでも発芽することができる。種は秋に発芽してロゼット状態で越冬するものと、翌春に発芽するものとに分かれる。発芽適温は7 - 25℃と広範囲にわたり、ことに気温の低下により発芽が促される。
茎を切ると黄色または乳白色の乳液が出てくる。根と葉からは周辺の植物の生育を強く阻害する成分を含んだ物質が生み出される（アレロパシー）。素手で茎や植物の中の黄色い汁に触れると手がかぶれるおそれがある、外来植物の改良FAO方式による雑草化リスクの評価では、特定外来生物に指定されている植物に匹敵するか、これらを上回る高いリスク点数が得られているが、特定外来生物などにはいまだ指定されていない。各国ではコムギ畑などの秋播き作物の農地へ侵入して難防除雑草となっている。
ほかのヒナゲシと同様、オピエートは含んでいないとされ、阿片の原料とはならない。したがって、あへん法による栽培や所持などの禁止対象とはなっていないが、同法により栽培などが禁止されているケシとの交配の可能性を示唆する論文もある。

## 亜種
ナガミヒナゲシにはsubsp. lecoqiiとsubsp. dubiumという2種類の亜種がある。両者は花の外見や開花時期、茎内の乳液の色などが異なるが、日本の図鑑などでは区別されずにどちらもナガミヒナゲシと表記されている。どちらの種も日本へ流入している。

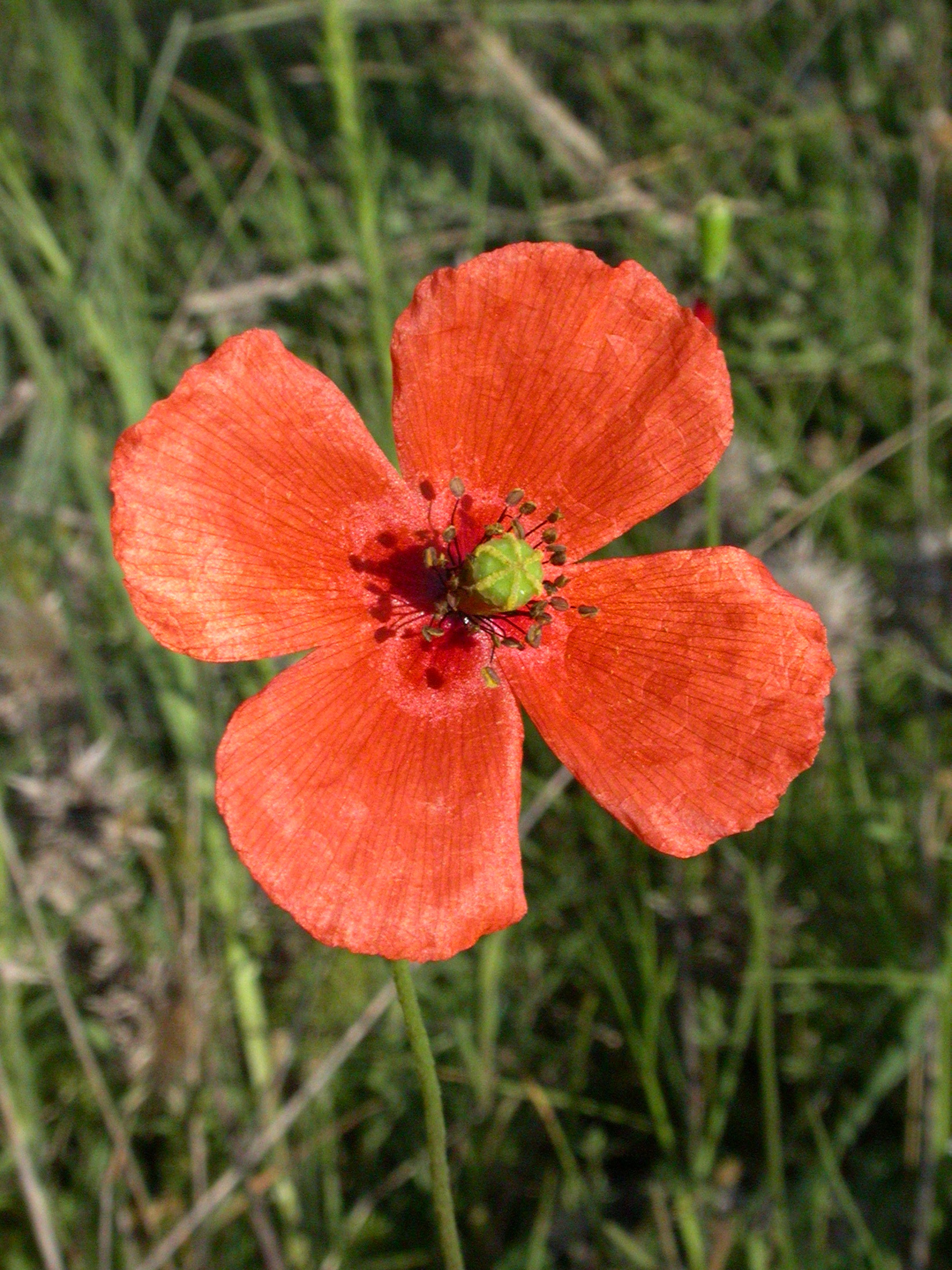
subsp. lecoqiiの花
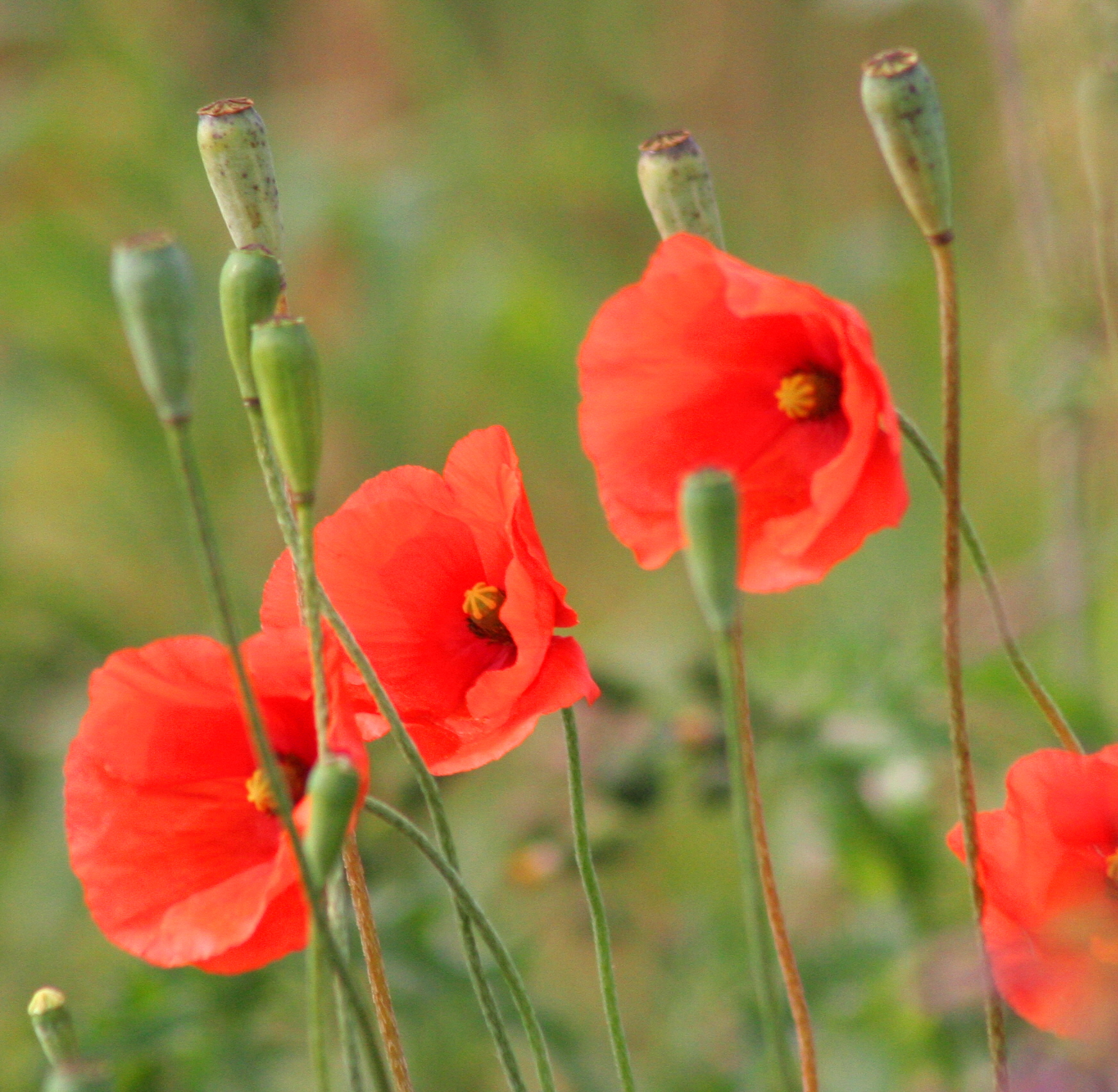
subsp. dubiumの花

## 花言葉
平静、慰め、癒やし。

## 日本における植生と雑草化
日本では帰化植物として自生している。輸入穀物などに紛れて渡来したと推測され、1961年に東京都世田谷区で初めて確認された。以後、群馬県、福岡県などにも分布が広がり、2000年以降には全国へ爆発的に拡散した。2007年には青森県、沖縄県を除く日本全国で繁殖が確認されている。発生場所は初期には幹線道路沿いに限られていたが、2011年には農地への繁殖も認められる。2016年以降、埼玉県・千葉県・神奈川県・京都府・東京都・栃木県・茨城県・新潟県・群馬県・大分県・愛知県などに位置する複数の自治体では住民に対し、「特定外来生物や生態系被害防止外来種（要注意外来生物）には指定されていないものの、これらと同様に生態系に大きな影響を与える外来植物」としてナガミヒナゲシの危険性を周知するとともに、駆除の協力を呼びかけるに至っている。
一方で周知が十分に行き届いていない面も見られ、個人レベルでは雑草駆除をこまめに行っているような人物であっても、本種は「花が綺麗であるから」とし、駆除せずに残してしまうケースも多く、こうした背景も繁殖を手助けしている要因となってしまっている。
都市部に多くの繁殖が確認され、路傍や植え込みなどに大繁殖しているのがよく見られる。また、コンクリートの隙間からも生育が確認される。これらを基としてかアルカリ性土壌を好むという記述も見られるが、国立環境研究所ではナガミヒナゲシは土壌の種類は選ばず、温暖で日当たりの良い乾いた肥沃地を好むとしている。農業環境技術研究所の藤井義晴は道路沿いにできた種子が雨で濡れた車のタイヤに付着することによって運ばれることにより、分布を拡大していると推測している。日本では年度変わり以降の5月ごろに役所や企業の予算が付いて、路肩や中央分離帯、空き地などの除草作業が行われるが、この頃には既にほとんどの株が結実を終え枯死しているためなかなか減らない。むしろ除草機の振動により種子を周囲に撒き散らすなどするので、除草の意図とは逆に翌春になると前年より増えていることの方が多い。ナガミヒナゲシの蔓延を防ぐには花が咲く前のロゼット状態の時期に駆除することが肝要である。
一つの芥子坊主から1000〜2000の種子（ケシ粒）をばら撒いてしまうため、爆発的な繁殖力を示す場合があり、地場の他の草花を駆逐してしまう可能性がある。そのため園芸花として楽しむには花が終わり次第、摘み取る（摘花）などの種子拡散を防ぐ注意が必要である。

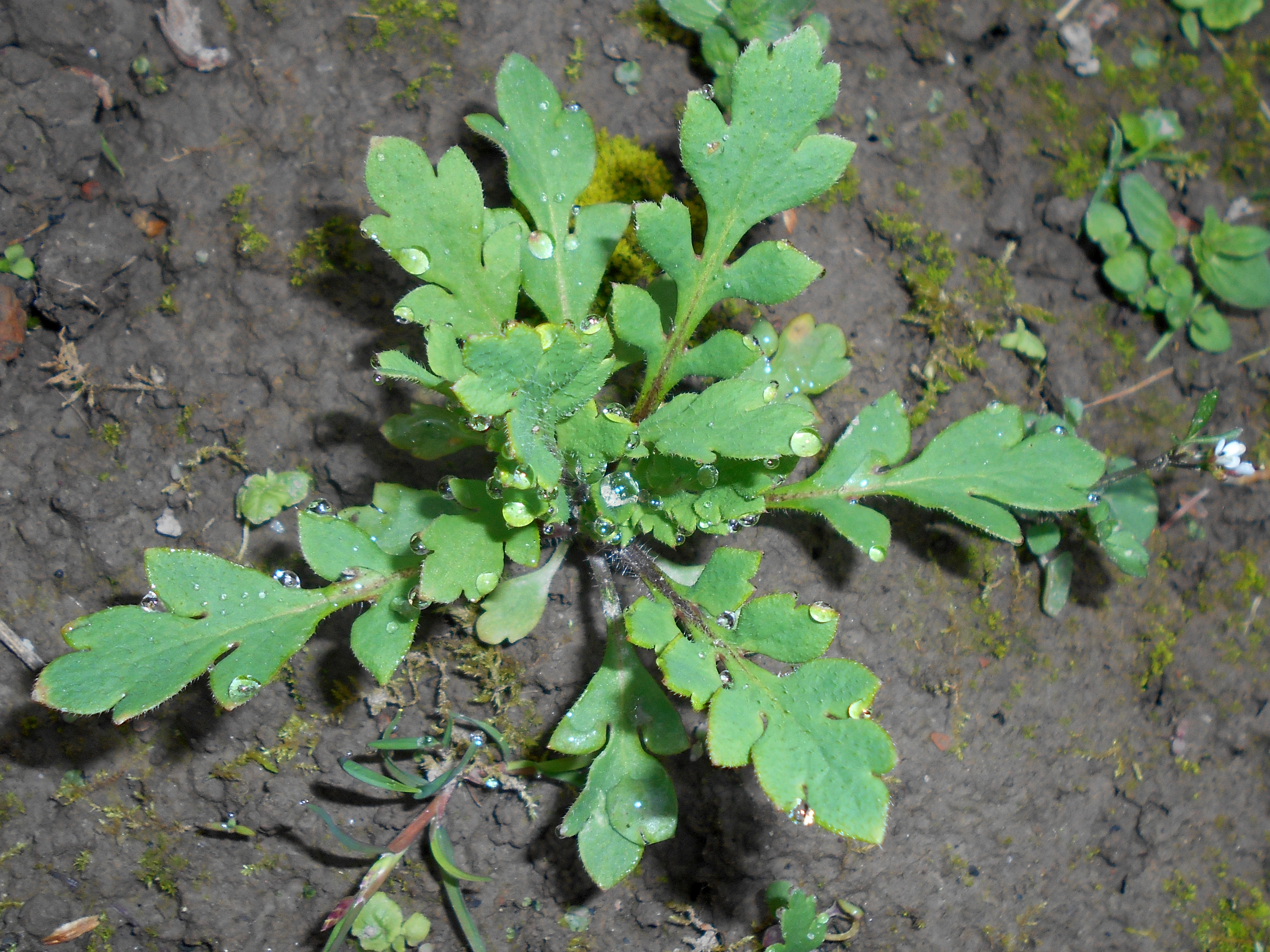
実生
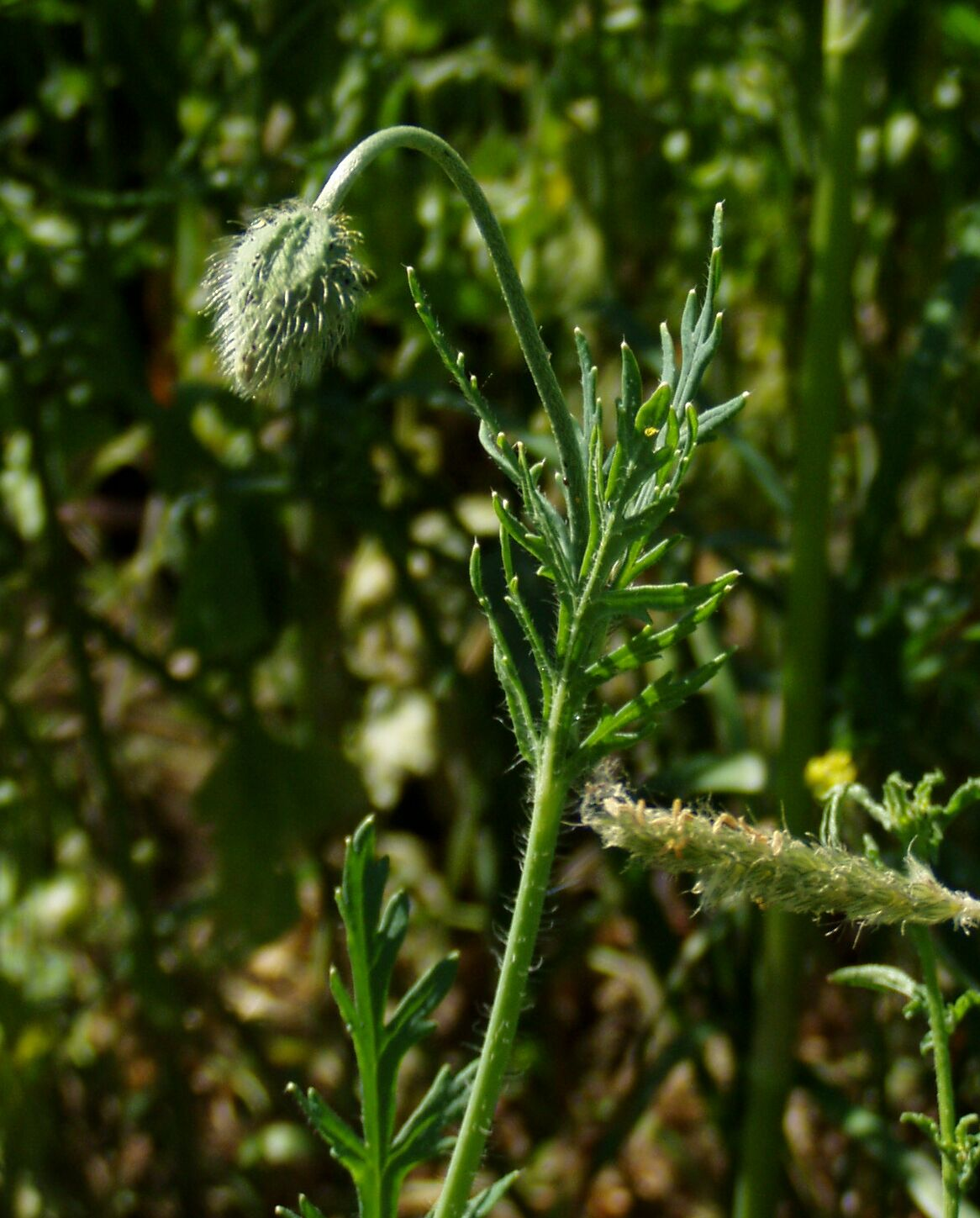
蕾。開花時には上を向き2枚の萼（がく）は落ちる。
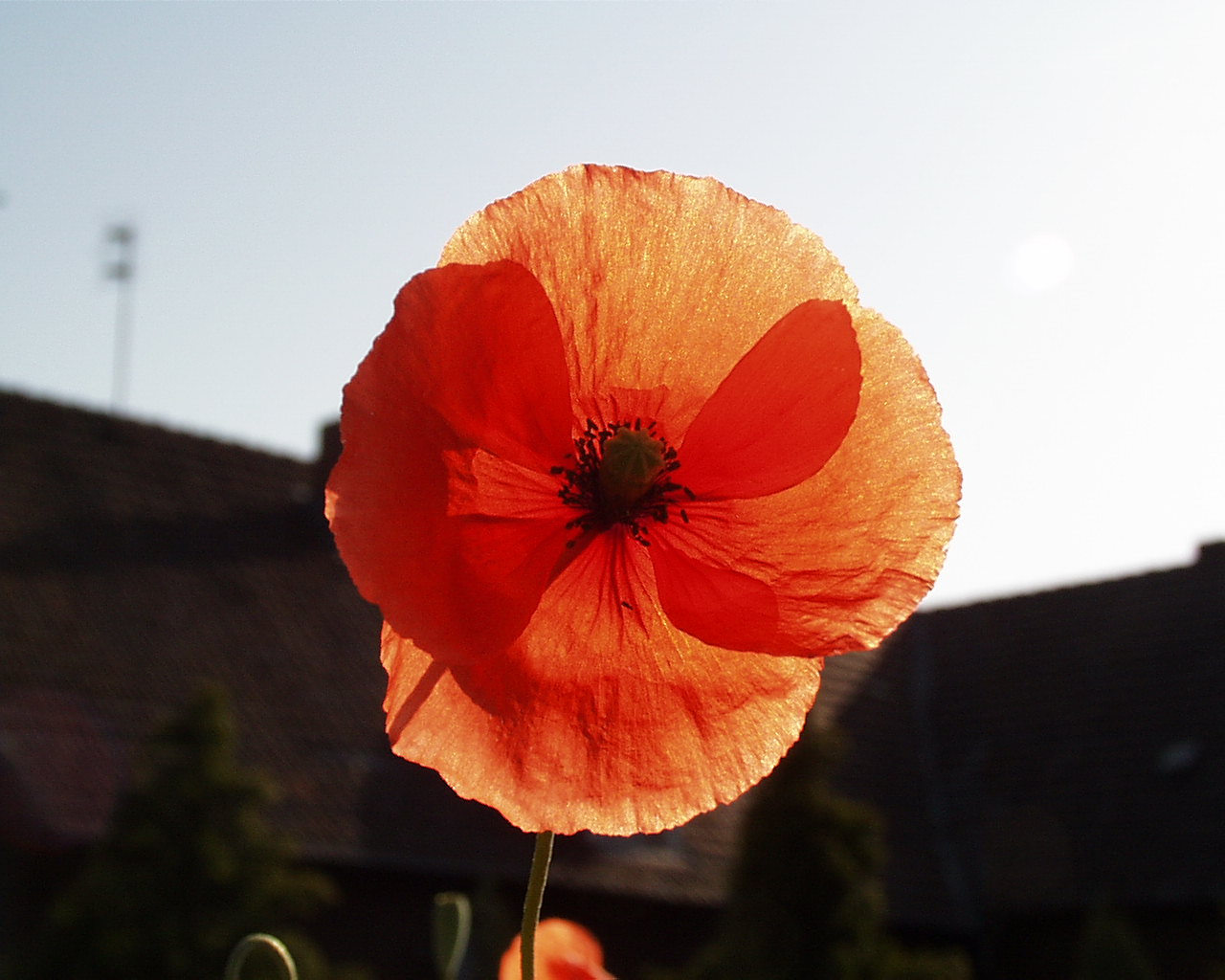
ナガミヒナゲシの花
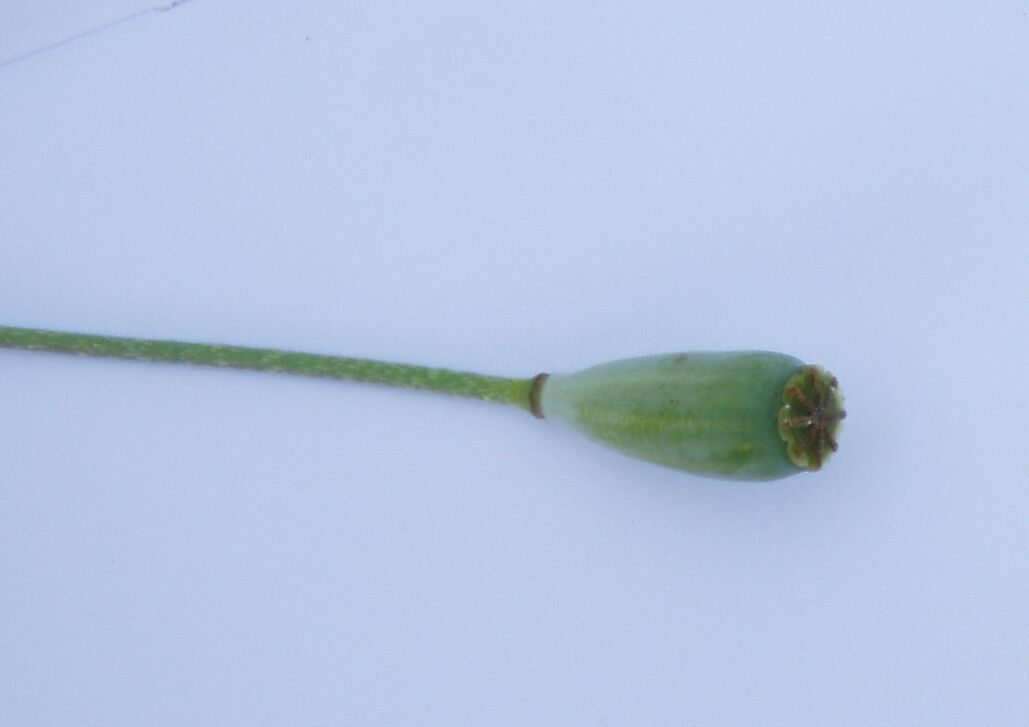
花が散った後の果実。この中に種子が入っている。
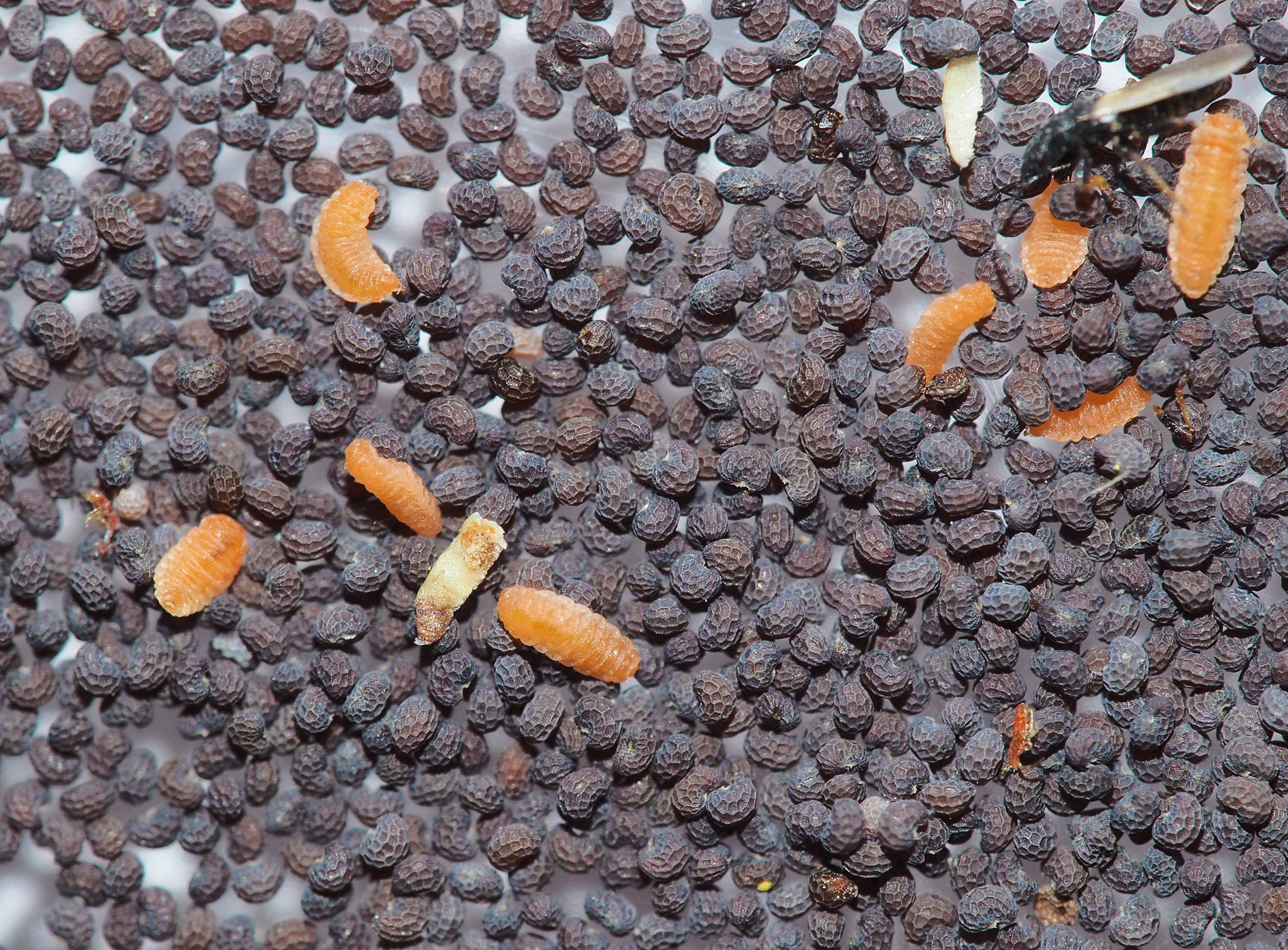
種子とそこに寄生するタマバエ科の幼虫
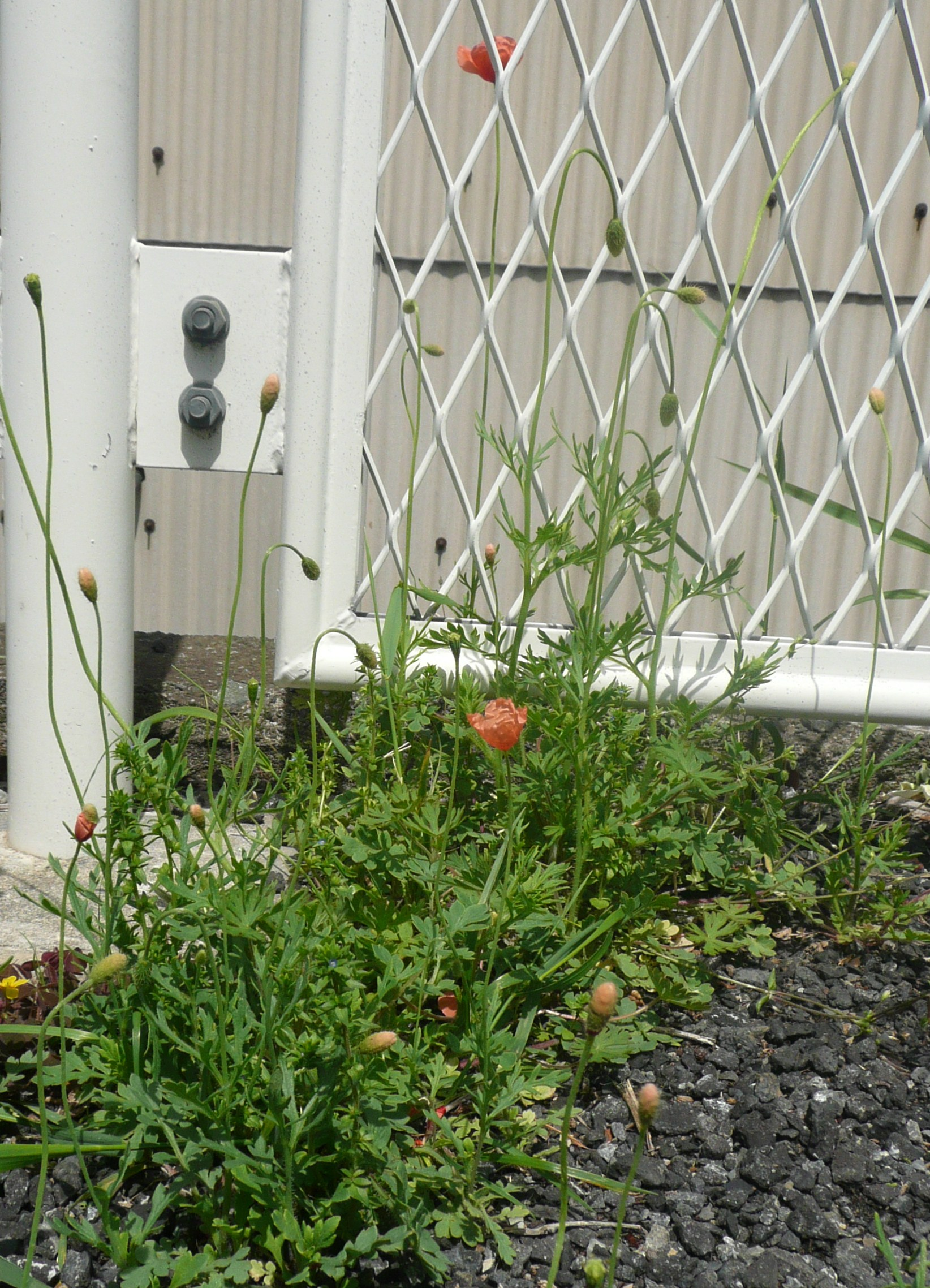
雑草化した路上のナガミヒナゲシ - 日本